# María Rozman
María Rozman (Santa Cruz de Tenerife, Islas Canarias, 18 de marzo de 1971) es una presentadora y periodista, ganadora de tres premios Emmy, de la Academia Internacional de Artes y Ciencias de la Televisión de los Estados Unidos, y el premio Taburiente.

## Trayectoria
Ha trabajado para Telemundo como Directora de Informativos para Washington D. C., Maryland y Virginia. También en CNN Español, donde también fue nominada para un Premio Emmy Nacional (en total tiene 8 nominaciones), y previamente en Telemundo Denver como jefa de informativos y presentadora de noticias. Además también como presentadora de noticias de Univision en Denver. Rozman entrevistó al presidente estadounidense Barack Obama en 2012 y 2013 convirtiéndose en la única española en entrevistar a un presidente estadounidense  dos veces.
También fue directora de programas en español en el Ohio Center for Broadcasting, una escuela de radio y televisión.
En el año 2018, María Rozman fue la pregonera de las fiestas fundacionales de su ciudad natal, Santa Cruz de Tenerife. Mientras que en el 2019  fue una de las presentadoras de la Gala de Elección de la Reina del Carnaval de Santa Cruz de Tenerife.
En la actualidad, ejerce de comentarista de noticias relacionadas con Estados Unidos en la Televisión Canaria. Desde 2022 es directora de Atlántico Televisión, la primera cadena regional de televisión privada de Canarias.

## Educación
Rozman asistió a la Universidad de La Laguna en Tenerife, donde estudió Derecho por varios años. Es Licenciada en Ciencias de las Comunicación y Diplomada en Artes de Negocios.